# سگ‌های الماسی
سگ‌های الماسی (به انگلیسی: Diamond Dogs) هشتمین آلبوم استودیویی دیوید بویی، موسیقی‌دان انگلیسی، است که در ۲۴ مه ۱۹۷۴ از طریق آرسی‌ای رکوردز منتشر شد. به‌دنبال انحلال گروه پشتیبان اسپایدرز فرام مارس و جدایی از تهیه‌کننده کن اسکات، خود بویی تهیه‌کنندگی این آلبوم را به عهده گرفت و آن را در اوایل سال ۱۹۷۴ در لندن و هلند ضبط کرد. بویی در غیاب میک رانسن، تک‌نوازی گیتار این اثر را خودش بر عهده گرفت. تونی ویسکانتی که چهار سال با بویی کار نکرده بود، به جلسات ضبط این آلبوم بازگشت؛ این دو تا پایان دهه با یکدیگر همکاری داشتند. این آخرین آلبوم بویی در ژانر گلم راک بود، و برخی از ترانه‌ها تحت تأثیر موسیقی فانک و سول بود که بویی آن را در آلبوم بعدی خود، آمریکایی‌های جوان (۱۹۷۵)، وارد کرد.
سگ‌های الماسی در دوره‌ای از بلاتکلیفی در مورد اینکه حرفهٔ خواننده به کجا پیش خواهد رفت، شکل گرفت. این آلبوم نتیجهٔ پروژه‌های متعددی است که بویی آن زمان در نظر داشت: موزیکالی کنار گذاشته‌شدهٔ مبتنی بر زیگی استارداست (۱۹۷۲)؛ اقتباسی از رمان ۱۹۸۴ اثر جرج اورول؛ و سناریویی آخرالزمانی مبتنی بر نوشته‌های ویلیام اس. باروز. قطعهٔ هم‌عنوان آلبوم معرف شخصیت جدیدی به نام هالووین جک است. گای پیلارت، هنرمند بلژیکی، بر اساس عکس‌های تری اونیل، طرح بحث‌برانگیز روی جلد آلبوم که بویی را به‌عنوان جانور دورگهٔ نیمه‌انسان و نیمه‌سگ نشان می‌دهد، نقاشی کرد.
این آلبوم که با تک‌آهنگ آغازین «ربل ربل» معرفی شد، یک موفقیت تجاری بود و به رتبهٔ نخست بریتانیا و رتبهٔ پنجم ایالات متحده رسید. این آلبوم از زمان انتشار نقدهای متفاوتی دریافت کرده است و بسیاری از عدم انسجام آن انتقاد می‌کنند. زندگی‌نامه‌نویسان بویی آن را یکی از بهترین آثار او می‌دانند و در سال ۲۰۱۳، ان‌ام‌ئی آن را در زمرهٔ بهترین آلبوم‌های تمامی دوره‌ها قرار داد. بویی در تور کنسرتی پرخرج و پر نقش‌ونگار سگ‌های الماسی از این آلبوم پشتیبانی کرد. با نگاهی به گذشته، سگ‌های الماسی اثری تأثیرگذار بر انقلاب پانک در سال‌های پس از انتشار آن دانسته شده است. این آلبوم چندین بار مجدداً منتشر شده است و در سال ۲۰۱۶ برای مجموعهٔ Who Can I Be Now? (1974–1976) ریمستر شد.